# Томаш Кошицький
Томаш Кошицький (словац. Tomáš Košický, нар. 11 березня 1986, Братислава) — словацький футболіст, воротар чеського клубу «Вітковиці».
Виступав за національну збірну Словаччини.

## Клубна кар'єра
Народився 11 березня 1986 року в місті Братислава. Вихованець футбольної школи клубу «Інтер» (Братислава). Дорослу футбольну кар'єру розпочав 2005 року в основній команді того ж клубу, в якій провів три сезони як резервний голкіпер, взявши участь у 12 матчах чемпіонату. 
2008 року молодого словака до своїх лав запросила на той час вищолігова італійська «Катанія», у складі якої він був воротарем-дублером протягом наступних чотирьох сезонів. 
Влітку 2012 року продовжив кар'єру в Італії, приєднавшись до друголігової «Новари». Спочатку був запасним голкіпером і в цій команді, але вже у своєму другому сезоні у її складі став гравцем основного складу.
Згодом перейшов до грецького «Астераса», де в сезоні 2014/15 також був основним воротарем, утім по його завершенні втратив довіру тренерів і протягом наступних двох років з'являвся на полі епізодично.
Другу половину 2017 року провів в Ізраїлі, граючи за «Хапоель» (Раанана), після чого перебрався до «Дебрецена». У цій угорській команді починав як резервний голкіпер. 
Залишивши «Дебрецен» влітку 2022 року, деякий час був без клубу, доки у лютому 2023 року не знайшов варіант продовження кар'єри, приєднавшись до ла чеського клубу «Вітковиці».

## Виступи за збірні
2005 року дебютував у складі юнацької збірної Словаччини (U-19), загалом на юнацькому рівні взяв участь у 3 іграх, пропустивши 4 голи.
Протягом 2007–2008 років залучався до складу молодіжної збірної Словаччини. На молодіжному рівні зіграв у 4 офіційних матчах, пропустив 7 голів.
2013 року провів свою єдину гру у складі національної збірної Словаччини.
| Дата       | Місто     | Господарі | Результат | Гості      | Турнір           | Голи | Примітки |
| ---------- | --------- | --------- | --------- | ---------- | ---------------- | ---- | -------- |
| 19-11-2013 | Гібралтар | Гібралтар | 0 – 0     | Словаччина | товариський матч | -    |          |
| Усього     |           | Матчів    | 1         |            | Голів            | 0    |          |